# Бенсон, Эва
Эва Бенсон (англ. Eva Ellenor Benson) — австралийский скульптор, создававшая портретные этюды, скульптуры и медальоны. Бенсон часть своей карьеры провела, работая в Великобритании.

## Биография
Бенсон родилась и выросла в Голере в Южной Австралии, а после обучения в Перте переехала в Англию примерно в 1911 году. Там она училась в Политехническом институте Риджент-стрит центрального Лондона, где получила ряд наград. После дальнейшего периода обучения в Школе искусств Сити-энд-Гилдс Бенсон работала в студии в Сент-Джонс-Вуд на западе Лондона. Она создавала портретные и фигурные скульптуры, статуэтки и медальоны из бронзы, гипса и мрамора. Находясь в Лондоне, Бенсон выставляла работы в Королевской академии и Обществе женщин-художниц. В 1917 и 1918 годах она также выставлялась в Королевской шотландской академии, Королевском институте изящных искусств Глазго и в Королевской академии Западной Англии в Бристоле. Бенсон вернулась в Австралию в 1920 году, где она работала преподавателем в Сиднее и выполняла несколько крупных архитектурных заказов. Она умерла в пригороде Сиднея Мосмане в 1949 году.